# Nembrotha eliora
Nembrotha eliora är en snäckart som beskrevs av Ernst Marcus 1967. Nembrotha eliora ingår i släktet Nembrotha och familjen Gymnodorididae. Inga underarter finns listade i Catalogue of Life.